# Prassede di Roma
Prassede (Roma, ... – Roma, II secolo) fu una giovane patrizia cristiana di Roma, secondo la leggenda martire nel periodo imperiale di Antonino Pio; è venerata come vergine e martire dalla Chiesa cattolica.

## Agiografia

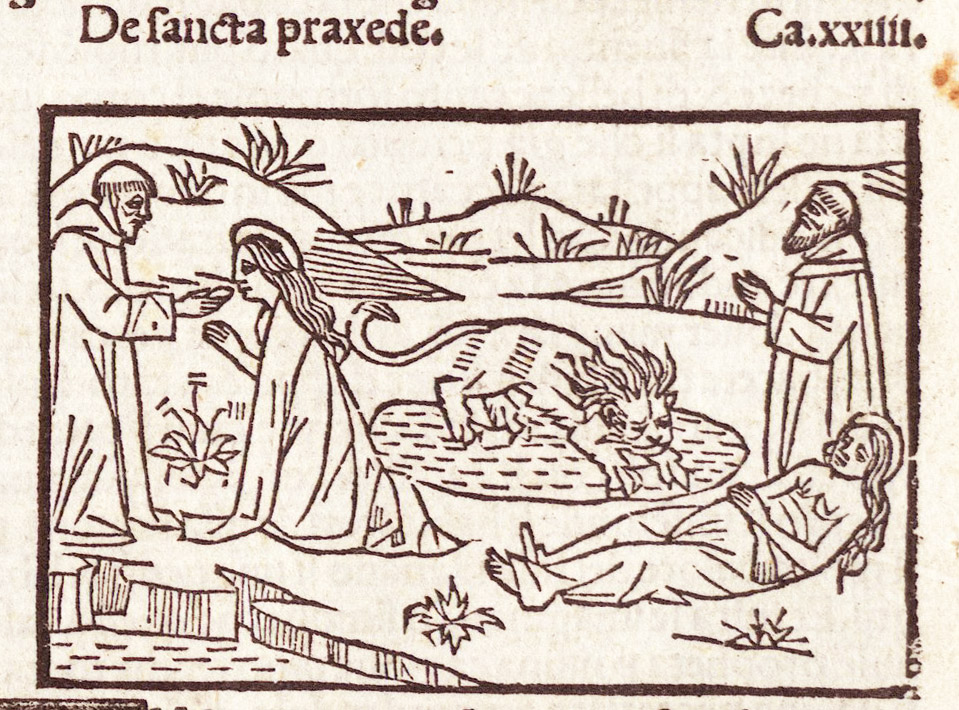
Prassede nella Legenda Aurea (1497)

Le notizie agiografiche su Prassede derivano da alcuni "Leggendari" romani, ossia racconti composti tra il V e il VI secolo, particolarmente diffusi in epoca medievale. Il periodo in cui è vissuta è ancora oggetto di discussione, ma è solitamente identificato nel II secolo, forse al tempo di Antonino Pio (138-161). Fu figlia di Pudente e Savinilla, e sorella di Timoteo, Novato e di Pudenziana, tutti poi canonizzati dalla Chiesa cattolica.
Secondo la sua agiografia, nascose nel suo titulus molti cristiani che vennero però scovati, arrestati e condannati a morte dall'imperatore Antonino Pio. La santa è quindi rappresentata solitamente mentre raccoglie il sangue dei martiri, talvolta viene raffigurata assieme alla sorella Pudenziana.

## Culto
Dal Martirologio Romano: «A Roma, commemorazione di santa Prassede, sotto il cui nome fu dedicata a Dio una basilica omonima sul colle Esquilino».
Il suo nome è stato tolto dal calendario dei santi cattolico nel 1969.  Il suo culto è mantenuto nella basilica omonima, e nel paese di Oliveto Sabino in provincia di Rieti, di cui è patrona.
È spesso accompagnata dalla sua presunta sorella, Santa Pudenziana, anch'ella martirizzata prima di lei.